# Dagoba
Dagoba — французька грув-метал / дез-метал-гурт, заснованний у 2000 році в  Марселі.

## Біографія
Перший повноформатний альбом випустили у 2003 році.
Французька група Dagoba була сформована у 2000 році за ініціативою вокаліста Shawter, після того, як він залишив свою колишню команду. До складу Dagoba увійшли: Shawter (вокал), Izakar (гітара), Stephan (гітара), Werther (бас-гітара) і Franky (ударні). Через рік музиканти підписують контракт з лейблом Enternote Records і записують свій перший мініальбом "Release The Fury", який був виданий у форматі діджіпак і містив відеокліп для треку «Rush». Поширенням платівок, що отримала теплі відгуки музичних критиків, займалася компанія Sony \ Edel.
У березні 2003 року група Dagoba випустила однойменний дебютний лонгплей, звучання якого продемонструвало рух гурту в бік нищівної та іскрометного modern metal. Після того, як команду залишив Stephan, музиканти продовжили свою діяльність вже як квартет і передали права дистрибуції компанії EMI. Слідом за випуском альбому колектив здійснив вельми успішний тур по Європі.
У лютому 2006 року команда Dagoba представила свій другий лонгплей "What Hell Is About", що вийшов з-під крила лейбла Season Of Mist. Продюсуванням матеріалу займався відомий ТУЕ Мадсен (The Haunted, Mnemic, Rob Halford, Dark Tranquillity, Ektomorf). Гостем альбому став Сімен Хестнес (Dimmu Borgir, Borknagar, Arcturus), який записав вокальні партії для двох пісень платівки.
Гітарист Izakar і барабанщик Franky також є учасниками стороннього блек-метал проєкту під назвою Blazing War Machine, що, власне, не заважає їм виконувати свої обов'язки в рядах групи Dagoba.
Третій альбом Dagoba, "Face The Colossus", спродюсував ТУЕ Мадсен і він вийшов у вересні 2008 на Season Of Mist. Останній альбом групи, "Poseidon", вийшов наприкінці серпня 2010 року.
За цим пішло ще чотири альбоми, останній з яких, [Post Mortem Nihil Est] вийшов 27 травня 2013.

## Учасники групи

### Діючі
- Shawter — вокал
- Izakar — гітара
- Werther — бас-гітара
- Frank Costanza — барабани

### Колишні
- Stephan — гітара

### Запрошені
- Сімен Хестнес — вокал в композиціях It's All About Time і The White Guy (Suicide)

### Дискографія
- Release the Fury EP (2001)
- Dagoba (2003)
- What Hell Is About (2006)
- Face The Colossus (2008)
- Poseidon (альбом) (2010)
- Post Mortem Nihil Est (2013)

### Відеографія
- «Rush»
- «Another Day»
- «The Things Within»
- "Black Smokers (752 ° Fahrenheit)"
- «The Great Wonder»